# إدموند دوفي
إدموند دوفي (بالإنجليزية: Edmund Duffy)‏ هو صحفي ورسام كارتون أمريكي، ولد في 1 مارس 1899 في جيرسي سيتي في الولايات المتحدة، وتوفي في 12 سبتمبر 1962 في مانهاتن في الولايات المتحدة.